# Charles H. Gibbs-Smith
Charles Harvard Gibbs-Smith (* 1909 in Teddington, London; † 1981) war ein englischer Luftfahrthistoriker.

## Biografie
Nach der Schulausbildung an der Westminster School und einem Studium an der Harvard University trat er 1932 zunächst als Assistenzkurator in den Dienst des Victoria and Albert Museum. Während des Zweiten Weltkrieges war er als Instrukteur für Flugzeugerkennung im Informationsministerium tätig, wo er seine große Leidenschaft für die Geschichte der Luftfahrt entwickelte. Nach Kriegsende kehrte er 1945 zunächst als Direktor der photographischen Sammlung an das Victoria and Albert Museum zurück, ehe er schließlich von 1947 bis 1971 Kurator von dessen Informations- und Bildungsabteilung war.
1960 verfasste er für das Science Museum London sein maßgebliches Werk „Aviation - an Historical Survey From its Origins to the End of World War II“. 1976 berief ihn das Science Museum zum Forschungsgelehrten (Research Fellow). 1978 wurde er schließlich zum ersten Inhaber der Lindbergh-Professur der Smithsonian Institution für die Geschichte der Luftfahrt am National Air and Space Museum berufen.

## Veröffentlichungen
- Aviation, a historical survey from its origins to the end of World War II – 1970, London, Science Museum, Neuauflage 2003, ISBN 1-900747-52-9
- Sir George Cayley’s Aeronautics, 1796–1855, 1962
- The Rebirth of European Aviation, 1974
- The Invention of the Aeroplane, 1799–1909, 1966, London: Faber & Faber.
- Clément Ader – his flight claims and his place in history, 1968, London: Science Museum
- The aeroplane: an historical survey of its origins and development, 1960
- Weitere Publikationen von LibraryThing.com

## Quelle
- "Chambers Biographical Dictionary", S. 598, Edinburgh 2002, ISBN 0-550-10051-2

| Personendaten    | Personendaten                                     |
| ---------------- | ------------------------------------------------- |
| NAME             | Gibbs-Smith, Charles H.                           |
| ALTERNATIVNAMEN  | Gibbs-Smith, Charles Harvard                      |
| KURZBESCHREIBUNG | britischer Erfinder und ein Pionier der Luftfahrt |
| GEBURTSDATUM     | 1909                                              |
| GEBURTSORT       | Teddington, London                                |
| STERBEDATUM      | 1981                                              |